# Odra A81
Odra A81 – prototyp polskiego autobusu skonstruowany w JZS w 1957 roku.

## Geneza
W 1948 roku uruchomiono produkcję pierwszego samochodu ciężarowego, Stara 20. W 1954 w Jelczu budowano autobus zastępczy N424 nazywany „stonką”. Jednak ciągle brakowało „rasowego” autobusu. Od 1952 w Sanoku produkowano Stara N52. Zarówno zakłady Jelcz jak i San podjęły się budowy nowego polskiego autobusu. Powstały San H01 i Star Jot 55. Tego drugiego nie wdrożono do produkcji, jednak w Jelczu ciągle próbowano skonstruować autobus. Postanowiono korzystać z nowej ciężarówki, Żubr A80. Na jego podstawie w 1957 powstała Odra, która była pojemniejsza od pozostałych autobusów.

## Konstrukcja
Odra posiadała ok. 45 miejsc siedzących, na dachu znajdował się bagażnik. Jej napędem była jednostka S-56, znana z Żubra. Podwozie było obniżone. Nadwozie miało ówcześnie modną stylizację – obłą. Malowana była nietypowo: na biało z paskami w innym kolorze (prawdopodobnie niebieskim).

## Dalsze losy
Z niewiadomych przyczyn zaniechano prac i produkcji seryjnej. Zamiast wprowadzenia jej do produkcji postanowiono kupić licencje na Škodę 706RTO produkowaną w Polsce jako Jelcz 043 („ogórek”). Jednak w 1964 stworzono kolejną Odrę, model 042.